# Portrait du Doge Giovanni Mocenigo
Le  Portrait du Doge Giovanni Mocenigo est une peinture à tempera sur bois attribuée à Gentile Bellini, datable entre 1478 et 1479 et conservée au Musée Correr de Venise.

## Histoire
On sait peu de choses sur l'histoire matérielle de l'œuvre. Celle-ci est entrée dans les collections publiques de la ville de Venise en 1830, avec le legs Correr. Où et quand Teodoro Correr a acheté la peinture est ignoré. Le portrait a probablement été exécuté par Gentile Bellini pendant les années du gouvernement du doge Giovanni Mocenigo (1478-1485).

## Description
Le sujet représente le doge Mocenigo avec ses habits officiels propres à son office : la corne du doge, et le drap d'or brodé en relief. Le doge est représenté de profil et se dresse sur un fond d'or, qui a une forte valeur symbolique, soulignant le parallélisme des costumes et de l'iconographie entre Venise et le monde byzantin de Constantinople. Le portrait, toujours lié à des prototypes « traditionnels », reprend également les solutions adoptées par Giovanni Bellini dans son Portrait du doge Leonardo Loredan, et se distingue par sa grande qualité picturale. Un portrait qui décrit l'homme privé Giovanni Mocenigo et célèbre l'homme public, le Doge.